# Ляхава
Ляхава (пол. Lachowa) — колишнє українське село Надсяння в Польщі, у гміні Тирява-Волоська Сяноцького повіту Підкарпатського воєводства.

## Назва
У 1977-1981 рр. село в ході кампанії ліквідації українських назв було перейменовано на «Мьодова».

## Розташування
Село розташовується в Солених Горах (історичний український край Надсяння).

## Історія
У 1340-1772 рр. село входило до Сяніцької землі Руське воєводства. Вперше зустрічається в документі 1462 року як власність Петра з Семушової. Село розташоване на відміну від сусідніх сіл не в долині річки, а на горі під назвою «Городок», що породжує підозру про існування тут попередньо середньовічного городу, однак жодних археологічних досліджень тут досі не проводилось.
У 1772-1918 рр. — у складі Австро-Угорської монархії, Королівство Галичини та Володимирії. У 1880 році село належало до Добромильського повіту, нараховувалось 196 мешканців у селі та 15 мешканців у фільварку (майже всі греко-католики, за винятком кільканадцяти римо-католиків), церкви на місці не було і греко-католики належали до парафії Креців Ліського деканату Перемишльської єпархії.
У 1919-1939 рр. — у складі Польщі. Село належало до Добромильського повіту Львівського воєводства, в 1934-1939 рр. — у складі ґміни Кузьміна. У 1936 р. парафія Креців передана з Ліського деканату  до Бірчанському деканату. На 1 січня 1939-го в селі з 370 жителів було 340 українців-грекокатоликів, 20 українців-римокатоликів і 10 євреїв.
12 вересня 1939 року німці окупували село, однак уже 26 вересня 1939 року мусіли відступити з правобережної частини Сяну, оскільки за пактом Ріббентропа-Молотова правобережжя Сяну належало до радянської зони впливу. 27.11.1939 постановою Верховної Ради УРСР село включене до новоутвореної Дрогобицької області у складі повіту. Територія ввійшла до складу утвореного 17.01.1940 Бірчанського району (районний центр — Бірча). Наприкінці червня 1941, з початком Радянсько-німецької війни, територія знову була окупована німцями, які винищили євреїв. У серпні 1944 року радянські війська знову оволоділи селом. В березні 1945 року, у рамках підготовки до підписання Радянсько-польського договору про державний кордон зі складу Дрогобицької області правобережжя Сяну включно з селом було передане до складу Польщі.
Українці чинили спротив польським бандам грабіжників і підтримували УПА. В 1945 р. в селі діяла повстанська підофіцерська школа при сотні Янківського Григорія. 1 січня 1946 р. сотня «Ударники-6» (командир — Кучер Михайло «Яр»), яка зупинилася в селі на постій, була оточена 28-им полком піхоти Війська польського, але з боєм вирвалася з оточення, втративши 7 бійців. За це поляки розстріляли 9 селян (в т.ч. 14-річного підлітка), спалили школу і всі хати та арештували кільканадцять селян і відвезли в тюрму в Бірчі. Там 7 січня трьох розстріляли, а решту так побили, що ще двоє померли дорогою до села. Українське населення було піддане етноциду — більшість виселена на територію СРСР в 1945-1946 рр., а решта в 1947 році під час Операції Вісла депортована на понімецькі землі.

## Демографія
- 1785 — 90 греко-католиків і 15 римо-католиків,
- 1840 — 183 греко-католиків,
- 1859 — 325 (разом з Волею Крецівською),
- 1899 — 515 (разом з Волею Крецівською),
- 1926 — 635 (разом з Волею Крецівською),
- 1938 — 345 греко-католиків.